# كودون توقف

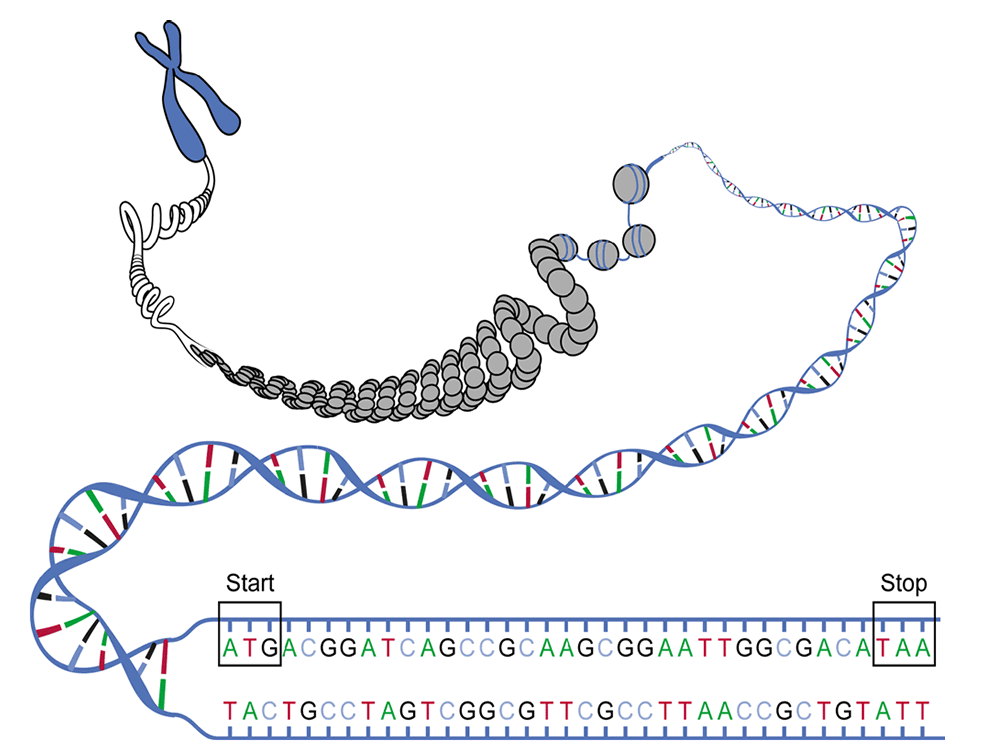

كودون ختامي أو شفرة نهاية السلسلة أو شفرة موقفة في علم الجينات (بالإنجليزية: Stop codon)‏ في الشفرة الجينية هو ثلاثية من النوكليوتيدات في الرنا المرسال مهمته إلى توقيف ترجمة المتسلسلة.
تتكون البروتينات أساسا من ببتيدات متراصة (بوليببتيدات) وهي مكونة من تسلسل معين لأحماض أمينية. معظم الكودونات الموجودة في الرنا المرسال (الرنا المرسال ينتج من الدنا) تؤدي إلى إضافة حمض أميني من شأنها تنامي سلسلة بوليببتيد إلى أن تصبح في النهاية بروتين.
الكودون الختامي يعلم نهاية عملية الترجمة عن طريق ربط معامل فصل، تجعل الأجزاء التحتية الربوسومية تتفكك بحيث تنفصل سلسلة الأحماض الأمينية. بينما تحتاج كودونات البدء معاملات بدء لابتداء عملية الترجمة، فإن الكودون الختامي يقوم بمفرده بتوقيف عملية الترجمة.

## الكودونات الختامية
بجانب الـ 61 من ثلاثيات القواعد التي تشيفر أحماضا أمينية من الجينات توجد 3 من النوكليوتيدات القاعدية تستطيع إيقاف الترجمة ؛ تلك الكودونات الختامية هي:
- UAA = يوراسيل – أدنين – أدنين
- UAG = يوراسيل – أدنين – غوانين
- UGA = يوراسيل – غوانين – أدنين

## قراءة عَبرية ترجمية
تحدث القراءة العَبرية الترجمية (بالإنجليزية: translational readthrough)‏ أو تثبيط كودون التوقف حين يُفسر كودون توقف أثناء الترجمة على أنه كودون ذو معنى أي حين يُشفر حمضا أمينيا قياسا وتستمر الترجمة عبره إلى ما بعده من الكودونات بدل انتهائها، يمكن أن تكون جزيئات الرنا الناقل المتطفرة سبب القراءة العَبرية، كما يمكن أن تحدث بسبب أنماط (تسلسلات) نوكليوتيد قريبة من نمط كودون التوقف. القراءة العَبرية الترجمية شائعة جدا في الفيروسات والبكتيريا، ولوحظ وجودها كآلية تنظيمية للتعبير الجيني لدى الإنسان، الخميرة وذبابة الفاكهة. تمثل هذه القراءة العَبرية تغيرا في الشيفرة الجينية لأن كودون التوقف يُشفر حمضا أمينيا. في حالة نازعة هيدروجين المالات تتم القراءة عبر كودون التوقف بنسبة 4%. يعتمد نوع الحمض الأميني المدرج مكان كودون التوقف على نوع كودون التوقف، وقد وُجد الجلوتامين، التيروسين و اللايسين مكان الكودونين UAG  وUAA  ووجد السيستئين والتريبتوفان والأرجنين مكان الكودون UGA  وذلك بواسطة تقنية مطيافية الكتلة. يختلف معدل ومدى القراءة العبرية بين الثدييات بشكل كبير ويمكن أن يُنوِّع البروتيوم ويؤثر على تطور السرطان.

## أقرأ أيضا
- كودون بدء
- قالب قراءة مفتوح
- ثلاثية قواعد
- طفرة الحذف
- اضطراب صبغي
- طفرة
- طفرة إطار التسطير
- منطقة مشفرة